# Claes Wahlund
Claes Casper Wahlund, född 11 oktober 1876 i Karlanda socken, död 23 augusti 1963 i Lidingö församling, var en svensk ingenjör och företagsledare.
Claes Wahlund var son till kyrkoherden Elias (Elis) Wahlund och Amalia Wohlfahrt. Efter studier vid Tekniska elementarläroverket i Borås 1893–1895 var Wahlund 1895–1900 anställd vid olika järnverk i Bergslagen. 1900–1901 genomgick han Bergsskolan i Falun och innehade 1901–1906 åter befattningar vid järnverk i Bergslagen. 1906 anställdes han som ingenjör vid Ödeborgs bruk i Dalsland och blev 1909 disponent vid detta järnverk. Wahlund var direktör vid Halmstads järn- och stålverk 1918–1922 och därefter VD vid Kristiania Spiegerverk 1922–1926 samt vid Bergens Blikkvalseverk 1924–1926. 1926 blev han chef för Domnarvets järnverk, från vilken befattning han avgick 1944. 
Wahlund innehade en mängd styrelseuppdrag inom svensk och norsk järnindustri. Han var ledamot av Norges industriförbund 1924–1926 samt styrelseledamot i Järnbruksförbundet 1926–1946 och i Järnverksföreningen 1935–1945. 1933 blev han styrelseledamot i Stora Kopparbergs bergslags AB och 1945 ordförande i styrelsen för Kohlswa Jernverks AB. I samband med att storbyggmästaren Olle Engkvist bolagiserade sin byggverksamhet 1945 ingick Wahlund i styrelsen för Olle Engkvist Byggnads AB, senare Bygg-Oleba. 1918–1930 var Wahlund ledamot av styrelsen för Bergsskolan i Falun och 1931–1946 av styrelsen för Bergsskolan i Filipstad. 
Han erhöll 1940 Jernkontorets belöningsjeton i guld.